# IIe siècle en architecture
Ier siècle en architecture - IIe siècle - IIIe siècle en architecture
Cet article concerne les événements concernant l'architecture qui se sont déroulés durant le IIe siècle.

## Événements
- Les arases de brique sont désormais employées de façon constante dans la construction romaine[1].

## Réalisations
- Vers 98-102 : construction de la bibliothèque de Pantainos à Athènes[2].
- Vers 100 : 
  - début de la construction en adobes de la Huaca de la Luna et de la Huaca del Sol au Pérou par les Moches[3].
  - construction de l’aqueduc de Ségovie[4].

- 102-105 : agrandissement du port d’Ostie[4].

- 103-105 : l’architecte Apollodore de Damas jette un pont de pierre de 1 135 mètres de longueur, 50 mètres de hauteur, 20 mètres de largeur sur le Danube à Drobeta, près des Portes de Fer[5].

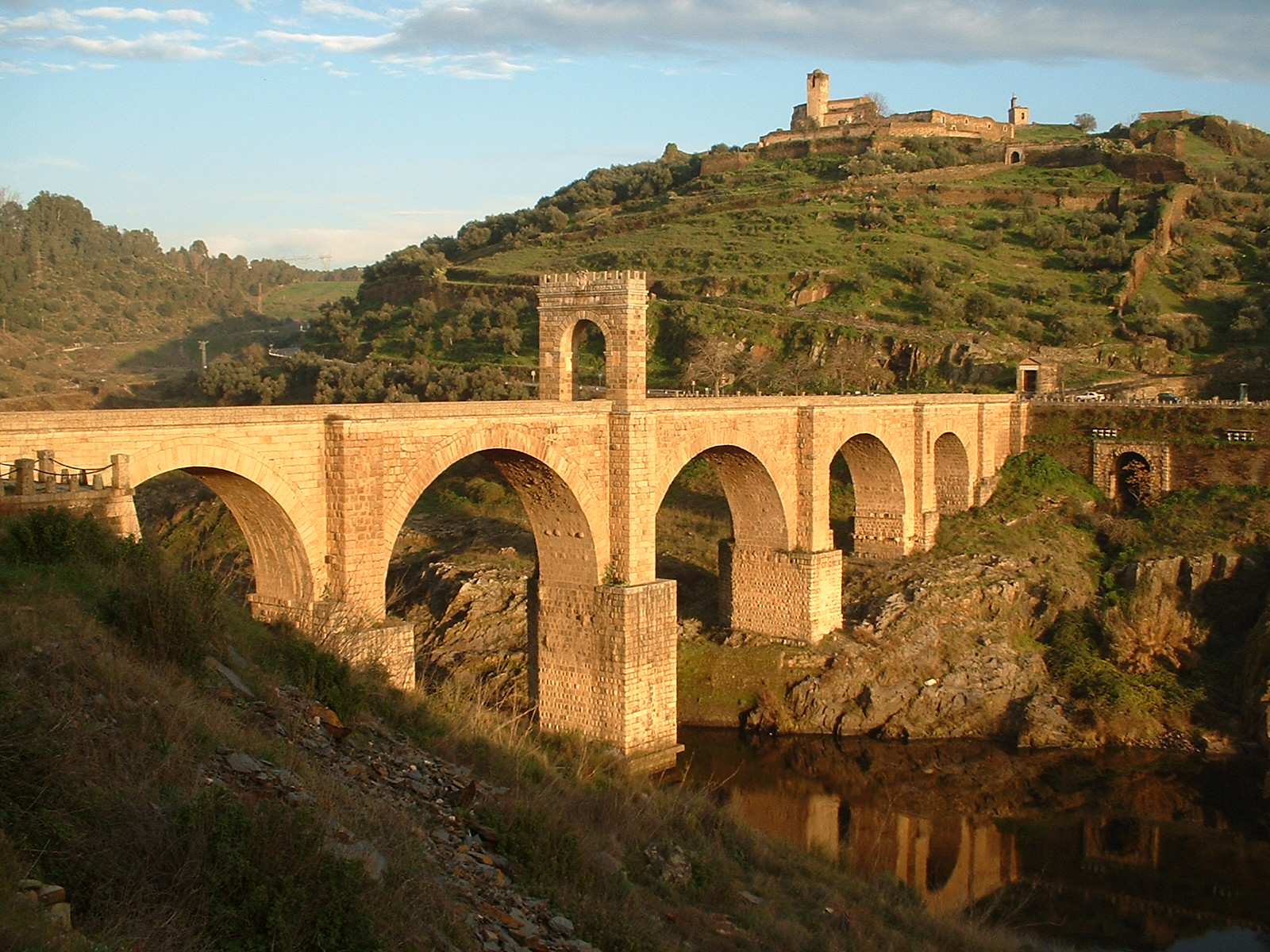
Le pont romain d’Alcántara.

- 104-106 : construction du pont d’Alcántara en Espagne par l'architecte Gaius Julius Lacer, en l'honneur de l'empereur Trajan[6]. A l'entrée du pont un petit temple est dédié aux empereurs divinisés[7].
- 104-109 : construction des thermes de Trajan par Apollodore de Damas à Rome[8].
- Après 107 : construction du limes de Dacie ; limes des monts Meszes au nord-ouest, dit limes Porolissensis (en) (mur de pierre, palissades, retranchements, tours de bois à fondation de pierre, châteaux forts en arrière) ; limes fluvial du Szamos au nord (Limes Transalutanus (en)); limes des Carpates (forts barrant les routes d’invasions) ; ligne de la Temes à l’ouest, ligne de l’Aluta à l’est (limes Alutanus (en))[9],[10].

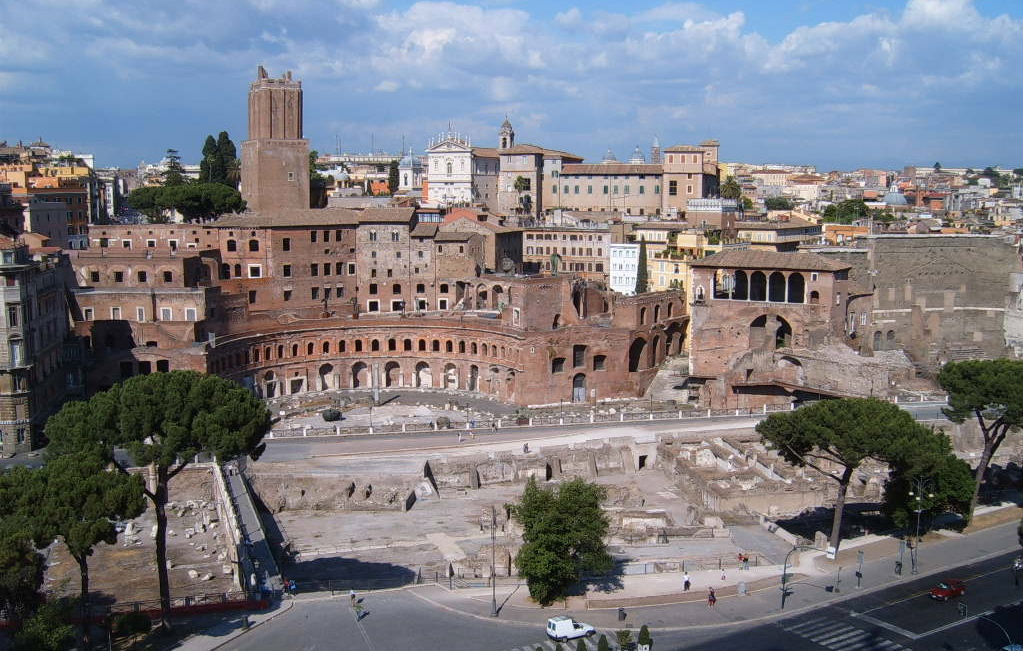
Forum de Trajan

- 107-113 : construction du forum de Trajan par Apollodore de Damas à Rome[4]. Avec les fonds provenant de Dacie, Trajan lance un vaste programme de constructions édilitaires telles la Colonne Trajane, qui commémore les victoires de Trajan contre les Daces (113), et une grande basilique (112), édifiées sur le forum de Trajan[11]. Apollodore de Damas aurait terminé ou restauré l'Odéon de Domitien[12].

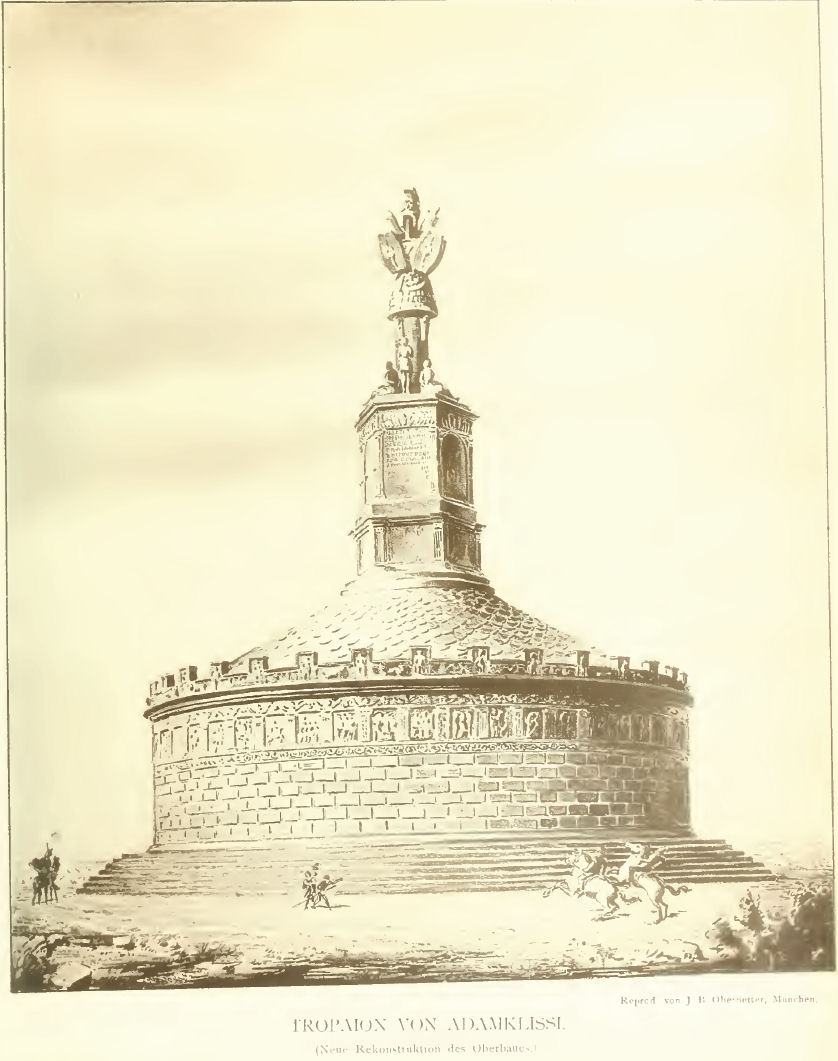
Tropaeum Traiani

- 108-109 : inauguration du monument Tropaeum Traiani en Mésie inférieure (Adamclisi en Dobroudja actuelle) pour célébrer la victoire romaine sur les Daces[13].
- 114 : début de la construction de l'arc de Bénévent[14].
- 118-125 : reconstruction du Panthéon d’Agrippa à Rome par Hadrien[15].
- 117-132 : construction de l'Odéon de Lyon[16].
- Vers 120 :
  - porte du marché de Milet[17].
  - Kanishka fait bâtir une forteresse à Surkh Kotal, au nord de l’Afghanistan (temple zoroastrien)[18].
- 122-139 : construction de la basilique plotine de Nîmes[19].

- 124-131 : Hadrien fait reconstruire l'Olympion d'Athènes. Il fait construire un nouveau quartier, la Nouvelle Athènes, dit également quartier d'Hadrien[20].
- 125-135 : construction de la Villa d'Hadrien à Tibur[14].
- Vers 130 : construction de l’Arc de triomphe de Gerasa, en l’honneur d’Hadrien[4].
- 134 : inauguration du Pons Ælius (aujourd’hui Pont Saint-Ange)[21].
- 135 :
  - ouverture de l'Athenæum à Rome[22].
  - inauguration du temple de Vénus et de Rome[14].
- 135-139 : construction du Mausolée d’Hadrien à Rome, aujourd’hui château Saint-Ange[14].
- 138-161 : construction du théâtre de Philadelphie (Amman) sous le règne d'Antonin Le Pieux[23].

- 139-144 : stade panathénien, à Athènes, reconstruit en marbre par Hérode Atticus.
- 141 : inauguration du Temple d'Antonin et Faustine à Rome[14].
- 145 : dédicace du temple d'Hadrien à Rome[15].
- 149 : début de la construction du cirque romain d'Arles selon la dendrochronologie[24].

- Vers 150 :

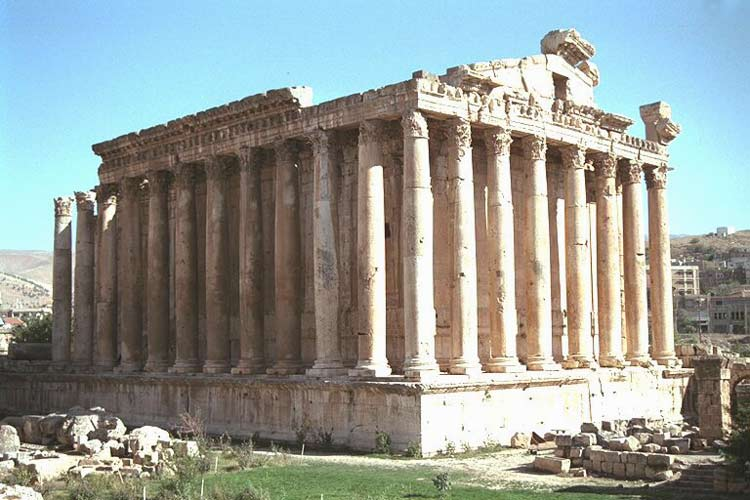
Le temple de Bacchus.

  - fin de la construction de la grande pyramide du Soleil à Teotihuacán, le plus haut édifice d’Amérique précolombienne[25]. La population rurale de la vallée de Mexico se regroupe tout autour.
  - tombe des trois frères et temple d’Allat à Palmyre[26].
  - construction du temple de Bacchus à Baalbek[27].
- Vers 150-170 : construction du théâtre de Bosra[4].
- Vers 160 : 
  - construction du temple de Nébo à Palmyre[4].
  - construction des propylées du temple d'Artémis à Gerasa (Jerash)[4].
  - temple de Diane et hippodrome à Gérasa (Jérash)[4].
  - Antonin le Pieux embellit Nîmes, sa ville d’origine, reconstruit Narbonne et agrandit le réseau routier de la Narbonnaise[4].

- 160-161 : en l'honneur de son épouse Regilla décédée en 160, l'orateur grec Hérode Atticus fait construire à Athènes un Odéon (théâtre), qui en dépit de sa taille est recouvert par un toit[4].

- Vers 161-180 : construction du théâtre d’Aspendos, sous le règne de Marc Aurèle, par l’architecte Zénon[28].

- 162 : fin de la construction de l'aqueduc de Zaghouan, pour alimenter Carthage en eau[29].
- 163 : dédicace du temple de Zeus à Jerash[4].
- Vers 166/167 : capitole de Dougga[30].
- Vers 168/169 : théâtre de Dougga[30].
- 170 : construction de la Porta Nigra[31] ; la ville de Trèves (Augusta Treverorum) est entourée de murailles.
- 176 : arc de Marc Aurèle à Rome[32].
- Vers 180 : inauguration du théâtre antique de Sabratha[4].
- Vers 180-190 : grande colonnade et théâtre romain de Palmyre[4].
- 183 : construction des thermes de Commode[15].
- 191 : nymphée de Jerash[4].
- 197 : construction de l'amphithéâtre Gallien à Bordeaux[4].

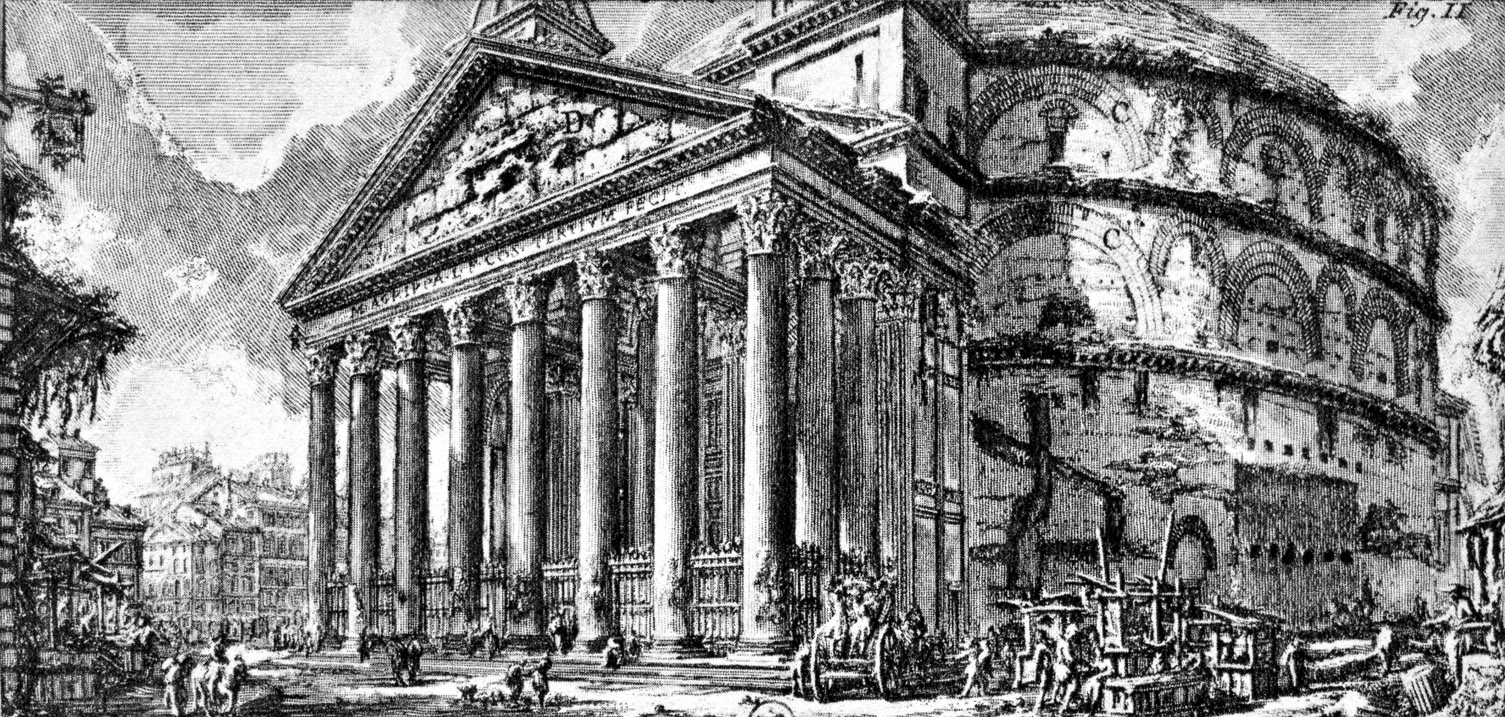
Le Panthéon de Rome, dessin de Piranèse
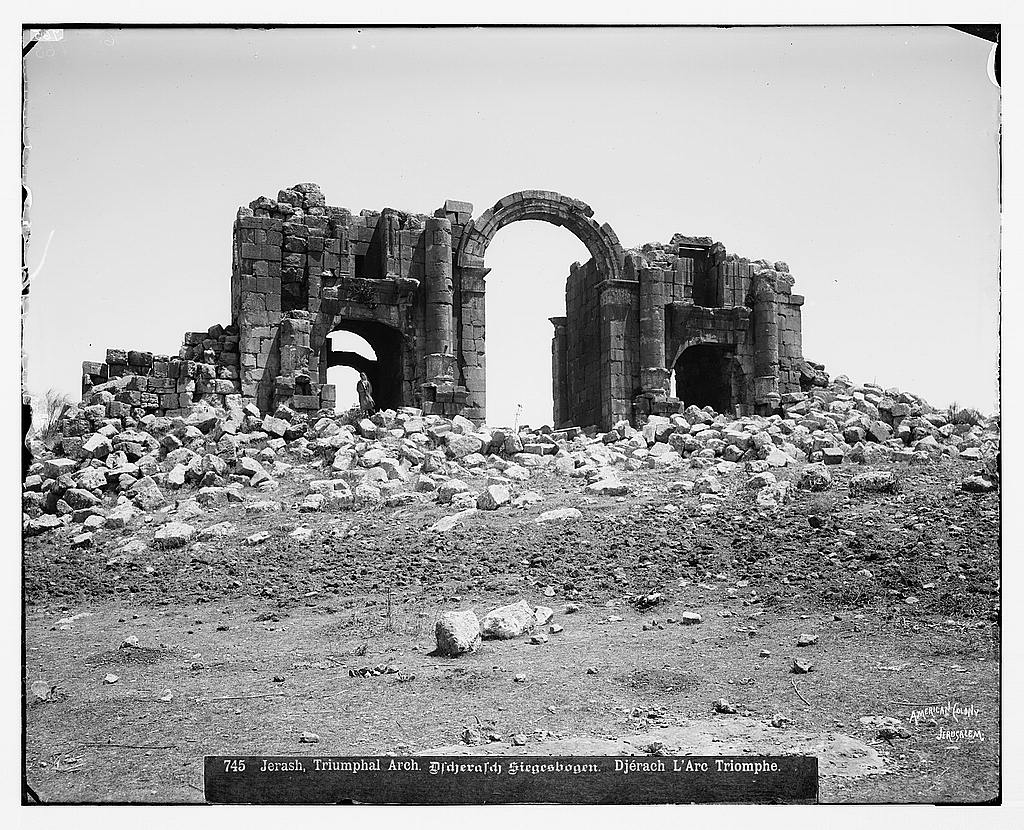
Arc de triomphe de Gerasa avant sa restauration
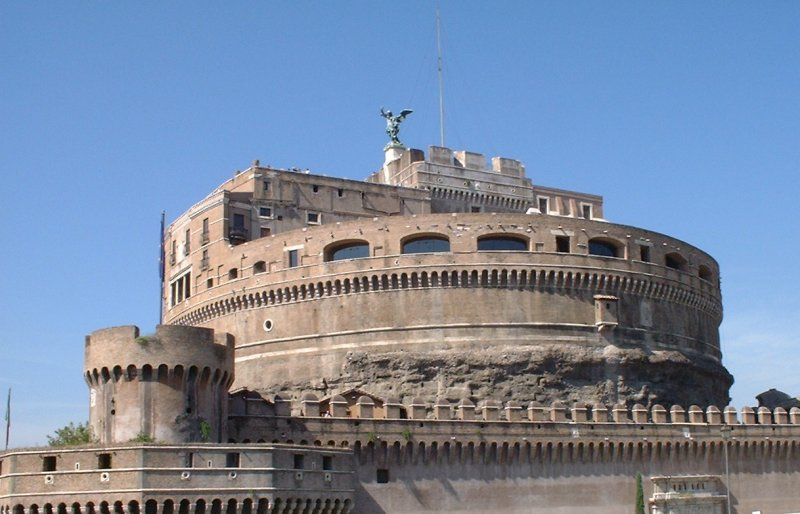
Vue du château depuis le lungotevere Castello.
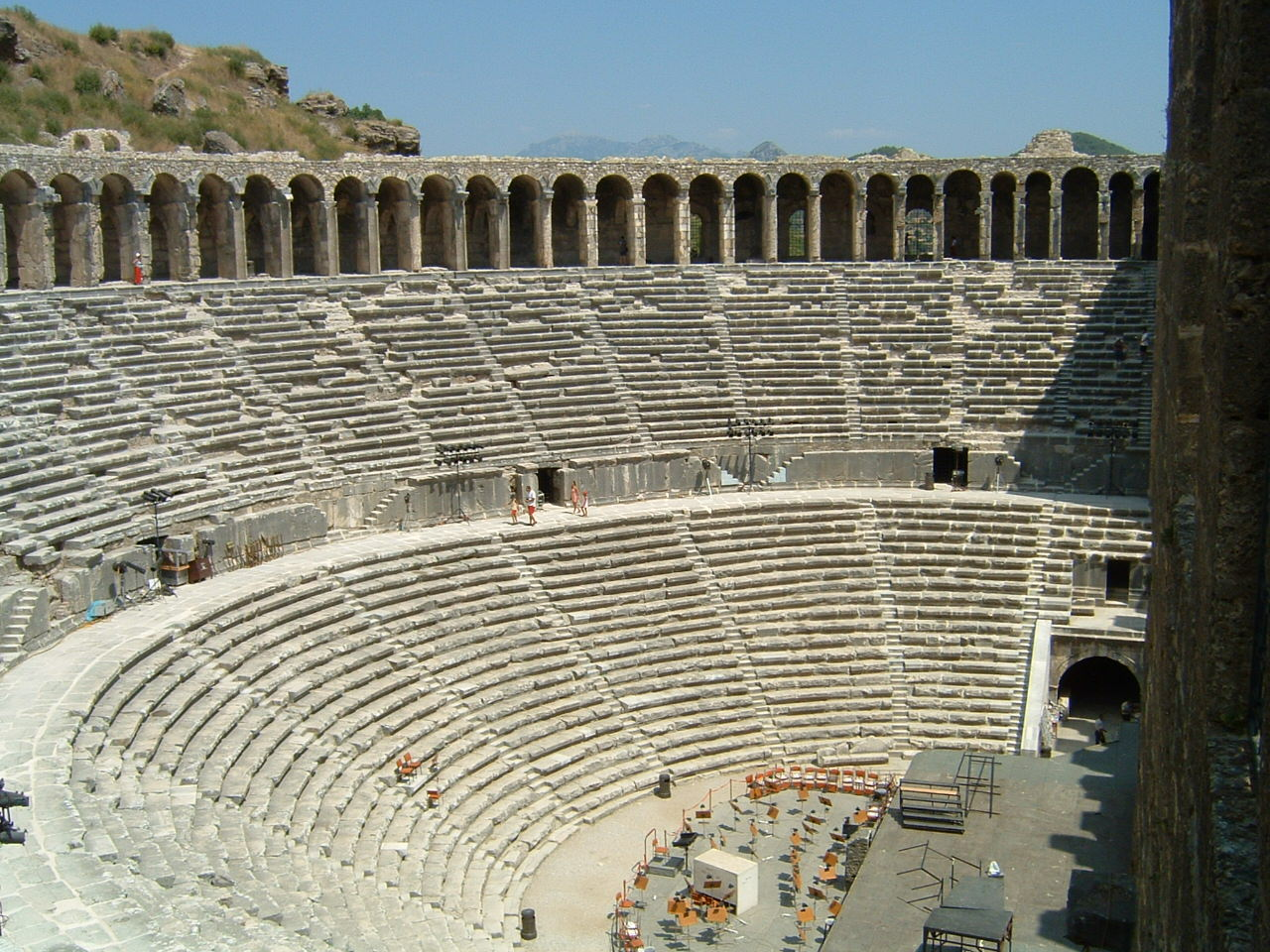
Théâtre d'Aspendos.
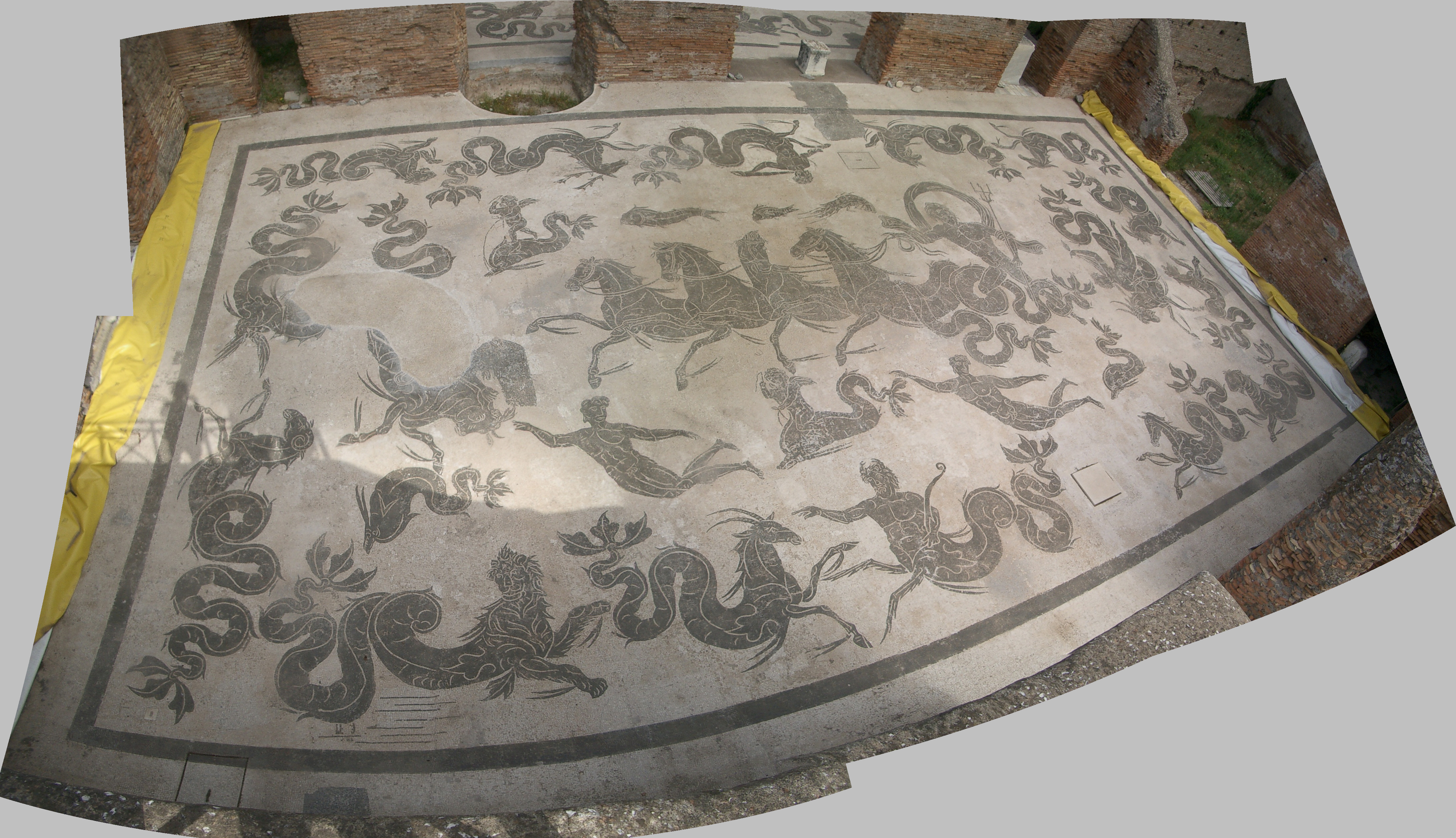
Mosaïque des thermes de Neptune.
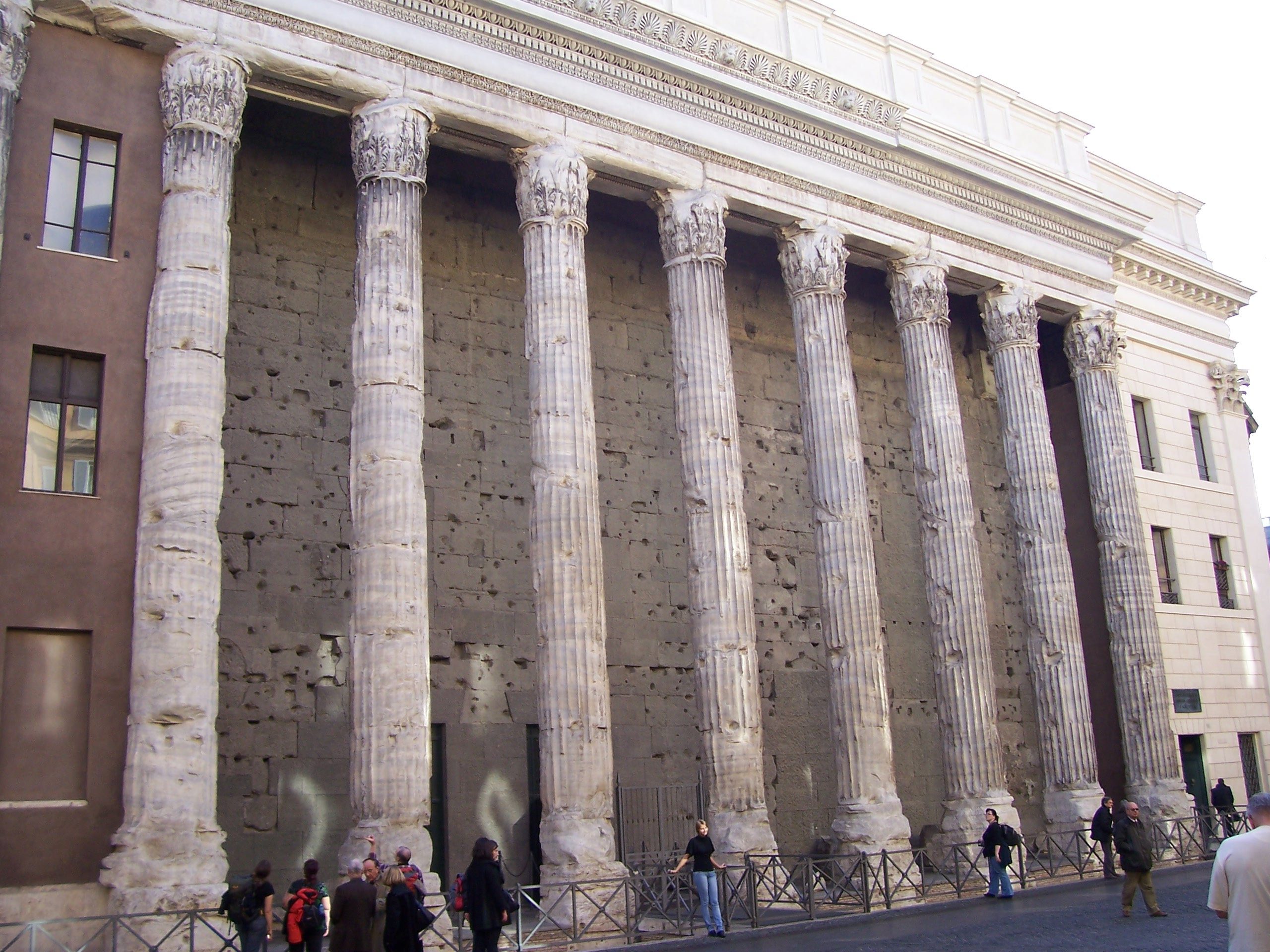
Temple d'Hadrien.
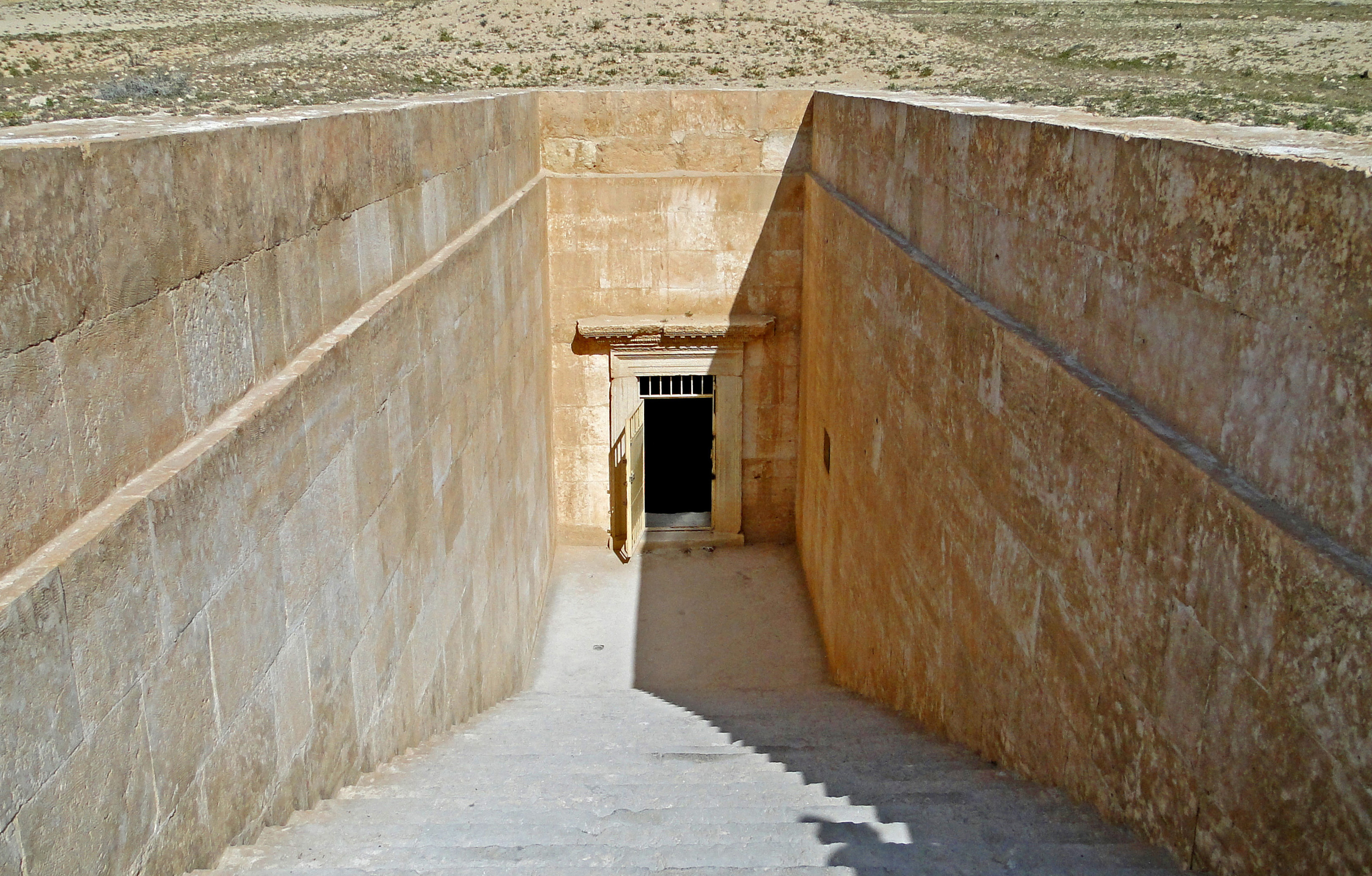
Hypogée des Trois-Frères à Palmyre.
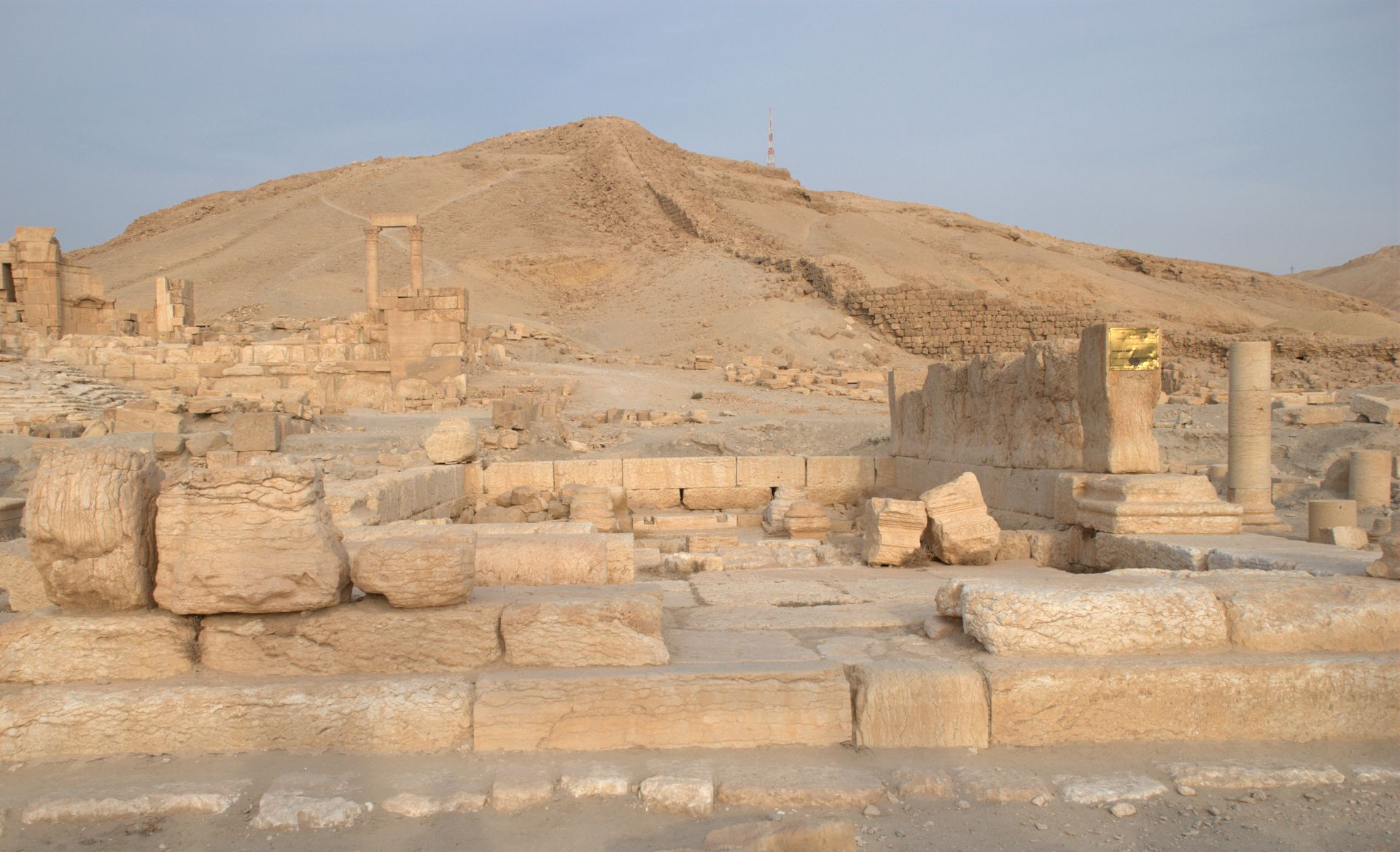
Ruines du temple d’Allat à Palmyre.
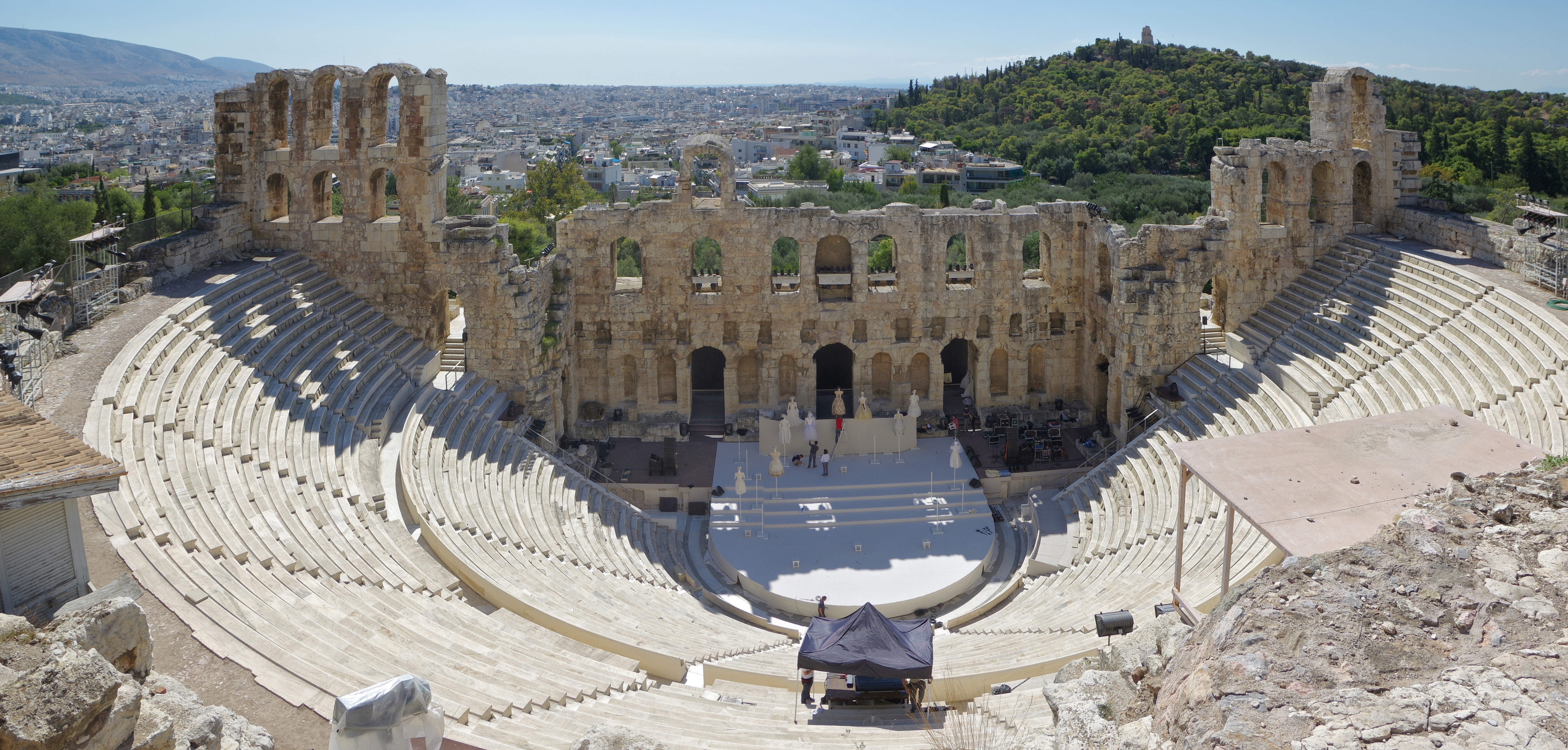
Odéon d'Hérode Atticus.
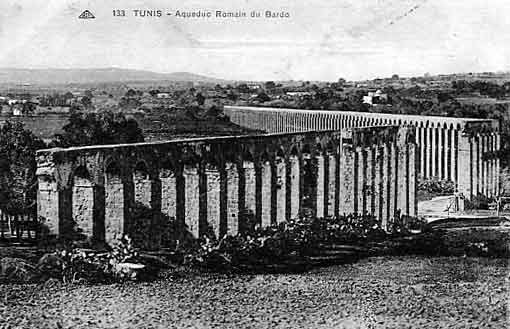
Aqueduc de Zaghouan.
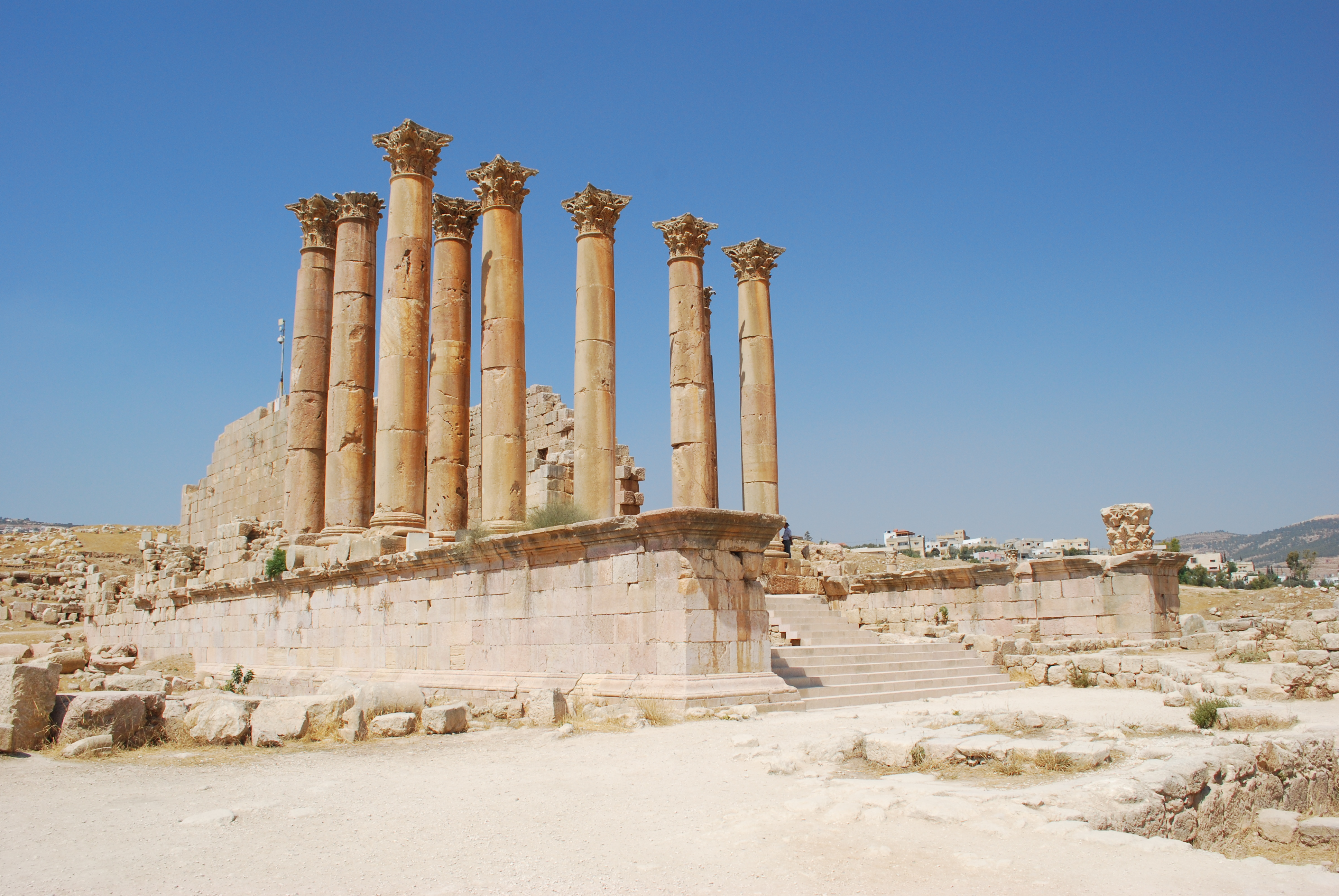
Temple d'Artémis à Jerash.
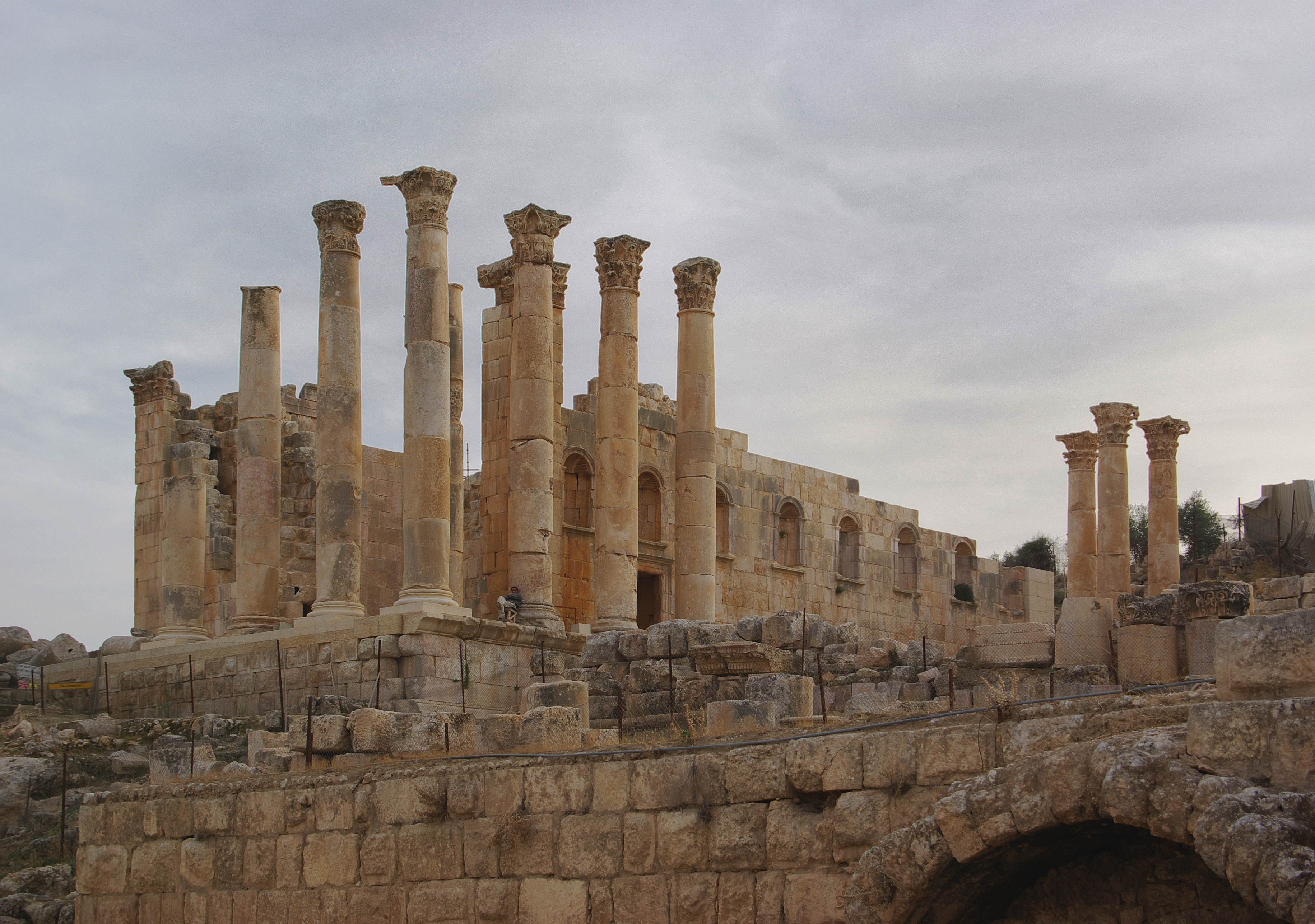
Temple de Zeus à Jerash
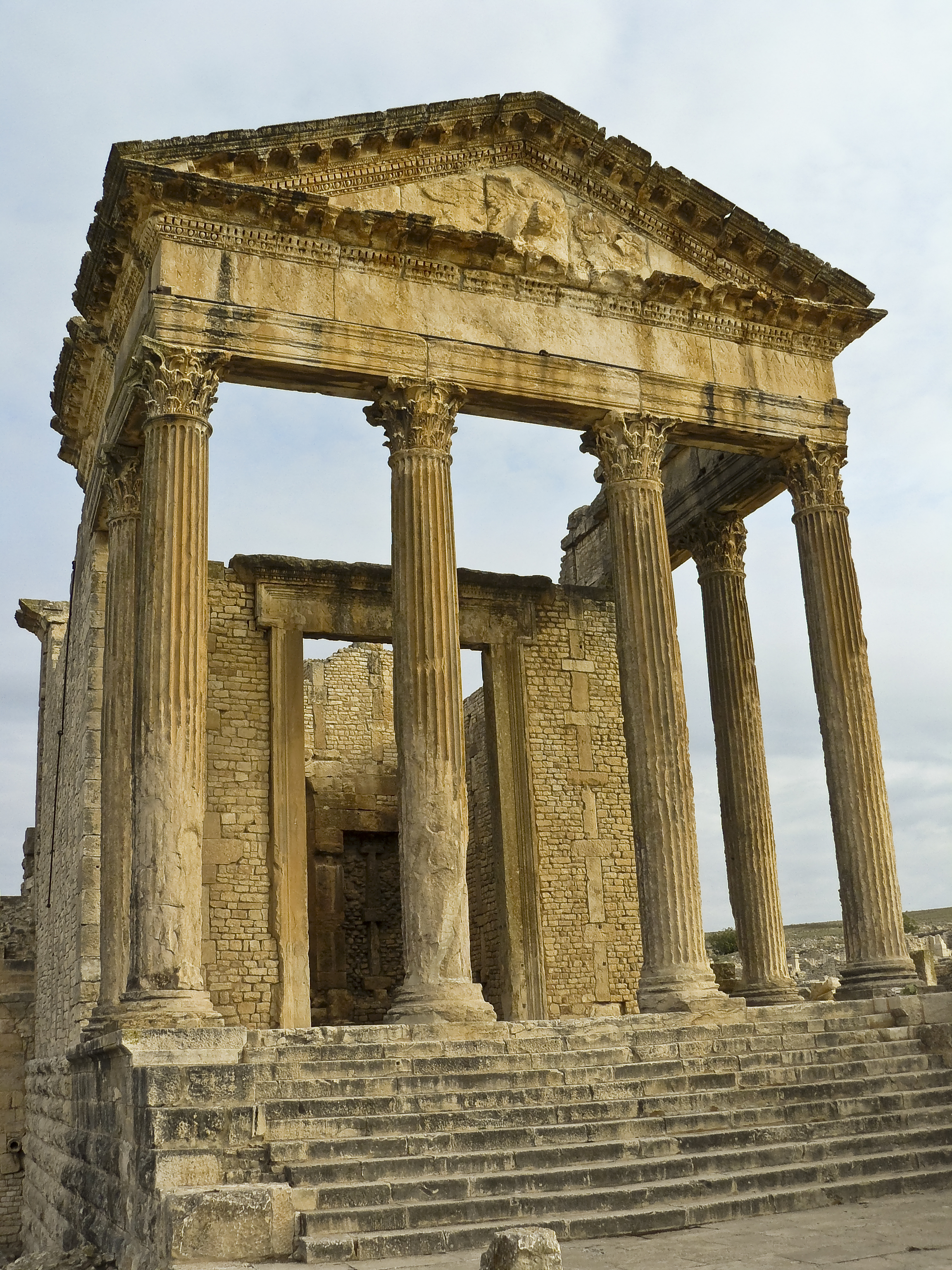
Capitole de Dougga.
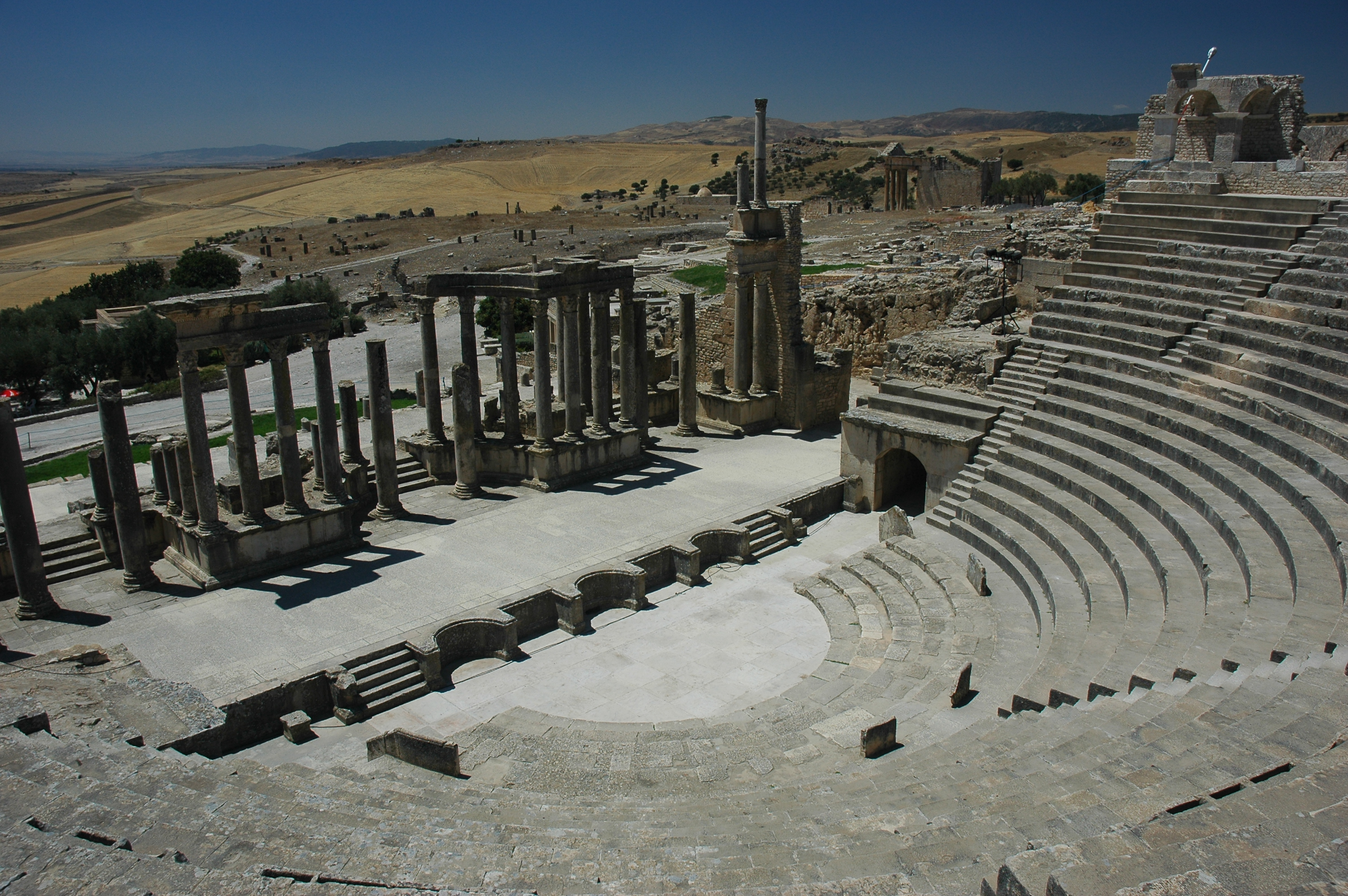
Théâtre de Dougga.
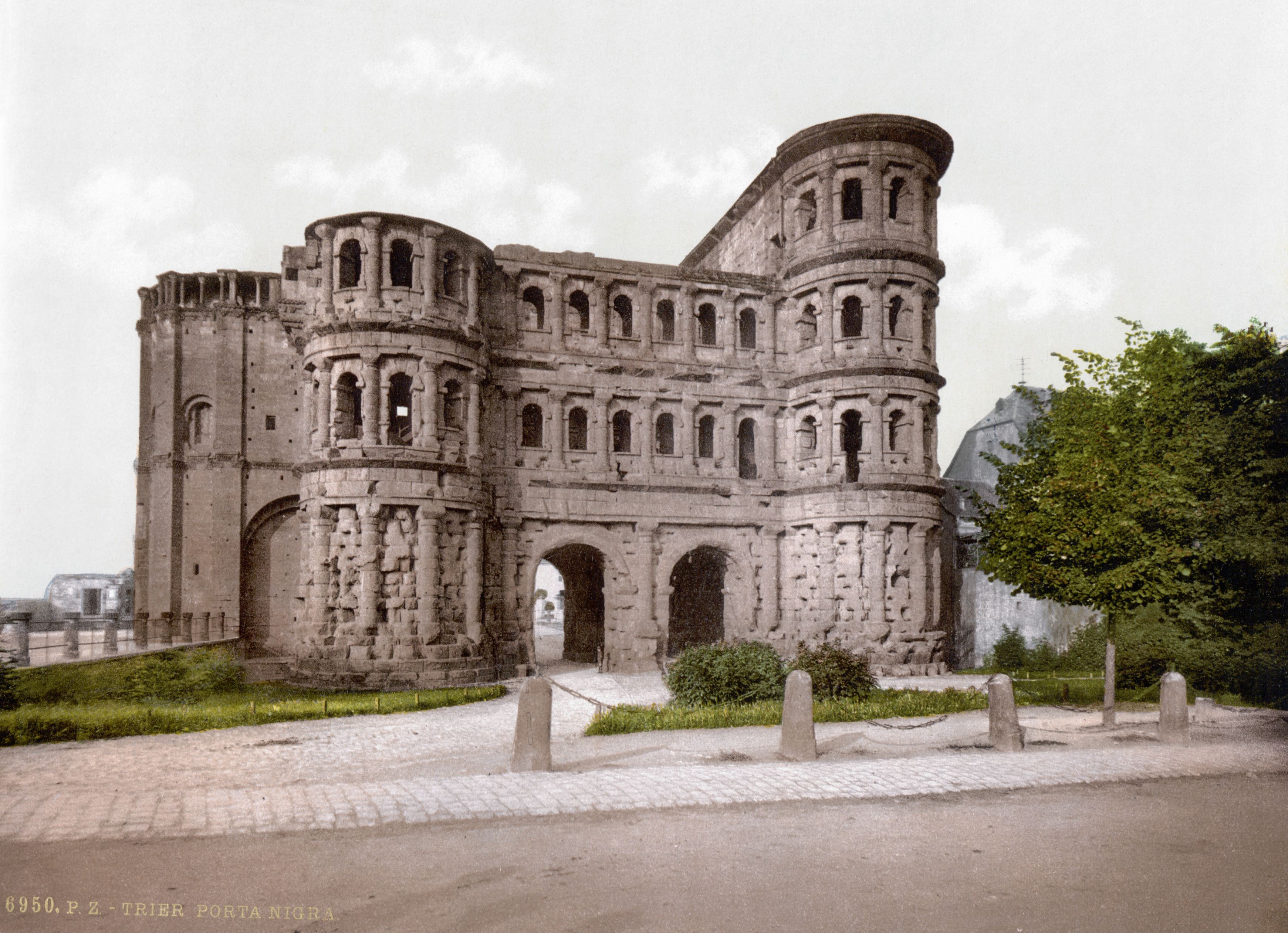
La Porta Nigra vers 1900.